# Komitet Przyjaźni Narodów Kaukazu, Turkiestanu i Ukrainy
Komitet Przyjaźni Narodów Kaukazu, Turkiestanu i Ukrainy (fr. Le Comité d’Amitié des Peuples du Caucase, du Turkestan et de l’Ukraine, ros. Комитет дружбы народов Кавказа, Туркестана и Украины) – organizacja emigracyjna złożona z przedstawicieli narodów Kaukazu, Azji Środkowej i Ukraińców w II poł. lat 30. XX w.
Komitet został utworzony 10 maja 1934 r. w Paryżu z inicjatywy b. ministrów spraw zagranicznych Demokratycznej Republiki Gruzji Jewgienija Gegeczkori i Ukraińskiej Republiki Ludowej Ołeksandra Szulhyna. W 1936 r. organizacja uzyskała od władz Polski prawo oficjalnego występowania przed innymi państwami i Ligą Narodów z dyplomatycznymi wystąpieniami w imieniu emigracji kaukaskiej, w tym przedstawicieli innych narodów działających w ramach ruchu prometejskiego. Z powodu zawarcia w 1932 r. pomiędzy Francją i ZSRR paktu o nieagresji, w statucie Klubu zapisano, że jego głównym celem jest działalność o charakterze kulturalnym, jak organizowanie konferencji, czy seminariów, wieczorków literackich i muzycznych, wydawanie pism. W skład kierownictwa Klubu weszli O. Szulhyn jako przewodniczący, Abbas Atam Alibekow – sekretarz, Mir-Jakub Miechtiejew, Akakij Czchenkeli, Ibrahim Czulikow, Mustafa Czokaj i I. Kosienko. W grudniu 1936 r. doszło do zmiany kierownictwa. Nowym przewodniczącym Klubu został A. Czchenkeli, wiceprzewodniczącym M. Czokaj, zaś funkcję sekretarza objął I. Kosienko. Działalność Klubu zaktywizowała się w 1937 r. w wyniku przyjęcia przez władze Związku Sowieckiego "stalinowskiej" konstytucji i rozpoczęcia represji. W Paryżu odbył się szereg konferencji dotyczących problemom narodowościowym i polityce wewnętrznej ZSRR. W 1938 r. wygłoszone na nich odczyty wydano w formie broszur w ramach serii pt. "Bibliothèque du Comité d'Amitié des Peuples du Caucase, du Turkestan et de l'Ukraine". Działalność Klubu zakończyła się w 1940 r.